# 三角叶山萮菜
三角叶山萮菜（学名：Eutrema deltoideum），为十字花科山萮菜属下的一个种。